# 肥後亨
肥後 亨（ひご とおる、1926年〈大正15年〉3月25日 - 1964年〈昭和39年〉3月8日）は、日本の政治活動家。広義の行動右翼に該当するが任侠系人士ではない。東京商科大学（現・一橋大学）中退。

## 概要
1950年代から1960年代にかけて、各地の選挙に出馬して奇怪なパフォーマンスを繰り広げた右翼活動家である。個人的な信念によって選挙に出馬しているように見えたが、実際は政界の大物から資金の提供を受け、革新陣営に対する選挙妨害を目的とした政治ゴロであった。

## 経歴
鹿児島県出身。幼時に墨田区に転居し、旧制東京市立第二中学校に進学。不良仲間のボス格となる。中学卒業後に陸軍士官学校への進学を希望するも色覚異常で断念し官立無線電信講習所へ進学、学徒動員で海軍に従軍し終戦を迎える。終戦直後に旧制東京商科大学（現・一橋大学）に進学するも、一年で中退し参議院主事（守衛）として就職。更に鳩山一郎の書生を経て院外団活動に身を投じ、夏堀源三郎・油井賢太郎の秘書を務めた。
被選挙権を得るや、居住していた台東区の区長選を皮切りに、各地の首長選・衆議院議員総選挙・参議院議員通常選挙・東京都議会議員選挙と、選挙の種類を選ばずゲリラ的かつ愉快犯的に出馬を重ねるようになった。
ナチスを摸した「国家社会主義日本労働者党」を筆頭に、「反米遊撃隊」、「反共全国遊説隊」、「創価学会」、「民主社会党」、「国際情報機構東京第101特務機関」、「国際共産機構東京第101特務機関」、「国際共産機関」、「国際共産主義者同盟」、「日本人民共和国」、「竹島奪還神風特別攻撃隊」、「肥後産業株式会社」など、その都度人を喰った団体名を語り、主として社会党ほか革新陣営に対する中傷誹謗、選挙妨害、減票工作に終始した。その一方で反米英思想が異様に強く、選挙運動時に「在日米国駐留施設の破壊」「在日米国人と親米日本人の殺害」のような物騒な主張を打ったり、ユニオン・ジャック上に脱糞したものを駐日英国大使館に送り付けたりして、世間の顰蹙を買った。
過剰なまでの当てこすりの動機には、敗戦ではけ口を失った屈折した国粋主義と、反共思想があったとされる。1958年の第28回衆議院議員総選挙では、自由民主党の公認漏れ候補者が烏合集結した「革新自由民主党」の選挙対策副委員長にも就任している。
国政選挙に際しては、肥後と徒党を組むアングラ人脈や、肥後が経営に関与するタクシー会社の従業員を大量に擁立して、確認団体の体裁を整えたこともあった。しかし、代表の肥後以外は立会演説会にも出席せず、無届で勝手に代理弁士（その多くは高田がんであった）を立てたり、選挙ポスターや選挙公報には候補者名よりも肥後の名前を大書し、ラジオの政見放送でも『公明選挙を推進する肥後亨、肥後亨事務所の××××（立候補者名を2回）。どうぞよろしく』というフレーズを時間一杯延々と繰り返すなど、異常な選挙運動を展開したため、「何のための立候補か」といぶかしがられた。肥後本人も、投票日直前に立候補取下を繰り返す奇怪な行動を見せた。
そのような有様ではほとんど得票できず、下位落選、供託金没収の連続であった。当時の供託金が物価に対して現在ほど高額ではなかったとはいえ、その累計は相当額に達したはずだが、肥後は旧陸軍資産の横領で財をなし、その後も運送業の傍ら、東京都新宿区に存在していた不動信用金庫や千葉工業大学の理事に名を連ねていた時期もあったため、この程度の出費は支障ない資産家であると目されていた。
後に、背番号候補の一件(次章で詳述)における捜査で、大量立候補によって交付を受けた選挙ハガキや選挙用証票・証紙類を、東龍太郎や粕谷茂を始めとする他の自民党候補にヤミ転売し、グループの活動資金源としていたことが判明する。
一度として当選することなく、マスコミから指弾され警察にマークされながらも、「(誇り高き)選挙屋」だとうそぶきつつ「選挙闘争」を継続。そして肥後グループの暗躍が最高潮に達した1963年の東京都知事選挙では、配下の中山勝と高田がんを「肥後亨」（団体名）から擁立するのみならず、果ては既に死亡していた人物（橋本勝）の戸籍を剽窃し、これに第三者をなりすまさせてまで立候補させたが、選挙ハガキやポスター用証紙の偽造をするニセ証紙事件が発覚し、17名の逮捕者を出す。

## 背番号候補
1963年の第30回衆議院議員総選挙においては、直近の千葉県知事選挙と東京都知事選挙に関する刑事事件で肥後本人が公民権停止中であったため、「肥後亨事務所」（選挙期間中に「背番号肥後亨事務所」と改称し、更に「肥後亨事務所」に戻している）なる確認団体を立ち上げ、東京都全区に26名と、旧千葉1区に後述する1名の、計27名の公認候補を擁立した。これらの候補は一郎、二郎、三郎・・・二六、二七と、背番号の通称を語り、例によってほとんど選挙運動を行わなかった。
「背番号候補」の中には高田がん夫妻（高田十二、高田十八）のみならず、高橋十郎（堀井輝雄。不動信用金庫理事）や、島崎十三（島崎敏彦、島崎正昭とも。詐欺等で逮捕歴当時12回）らも含まれ、10番台以降は「十一」（といち）等、固有の呼称が与えられていた。また川島正次郎（旧千葉1区＝当時、自民党）を揶揄する目的で、川島と同じ旧千葉1区から古参メンバーの阿部忠夫を「おとぼけ正二郎」名義で擁立せんとしたが、通称使用願を却下され、結局「阿部十七」として立候補している。更に、公示後「知らぬうちに候補者にされていた」と肥後を告発する者まで現われた。
当該選挙には肥後グループのみならず、「防共挺身隊」（福田進、中堂利夫）や、「議会主義政治擁護国民同盟」（清水亘、杉本一夫、有田正憲、小田俊与、深作清次郎、南俊夫、山陰探月、別城遺一）等、複数の右翼団体が東京都の各選挙区に公認候補を多数擁立し、従来の革新陣営に対する選挙妨害だけにとどまらず、自民党内部の政争の具としても蠢動したことから、徒党を組んで跋扈するこの種の右翼系「泡沫候補」に対する厳しい世論が高まった。
この背番号候補事件と前後して、川島が秘書の松崎長作を介して肥後一派に反共活動資金を提供し、暴れさせていた事実が露見し、黒い関係が衆参両院の予算委員会、法務委員会、本会議でも追及された。
後ろ盾を失った肥後は、選挙用証紙の偽造、選挙ハガキや証票・証紙類の転売による詐欺罪、恐喝罪等で再摘発され、東京拘置所に収監中の1964年3月8日、37歳の若さで高血圧性脳出血により急逝した。捜査が政界要人へと迫る直前の肥後の突然の獄死に関しては、国会でも疑義が呈されている。

## 選挙報道への影響
肥後亨事務所の背番号候補事件をきっかけに、マスメディアは泡沫候補と見なされた候補者を、選挙報道から積極的に締め出すようになった。後に岩瀬達哉が朝日新聞社の内部文書を元に調査した結果によると、1967年の第31回衆院選を前に、朝日新聞、毎日新聞、読売新聞の三社は法務省、自治省と共謀の上、泡沫候補を紙面から閉め出すための取り決めを行ったという。
しかし、特定候補を最初から「泡沫候補」と決めつけ、有権者に情報を与えぬまま密かに排除するのは、選挙の公正を害しているとの批判も根強い。